# Czarnia (gemeente)
De gemeente Czarnia is een landgemeente in het Poolse woiwodschap Mazovië, in powiat Ostrołęcki.
De zetel van de gemeente is in Czarnia.
Op 30 juni 2004 telde de gemeente 2635 inwoners.

## Oppervlakte gegevens
In 2002 bedroeg de totale oppervlakte van gemeente Czarnia 92,53 km², waarvan:
- agrarisch gebied: 60%
- bossen: 38%

De gemeente beslaat 4,41% van de totale oppervlakte van de powiat.

## Demografie
Stand op 30 juni 2004:
| Omschrijving                   | Totaal | Totaal | Vrouwen | Vrouwen | Mannen | Mannen |
| ------------------------------ | ------ | ------ | ------- | ------- | ------ | ------ |
| eenheid                        | aantal | %      | aantal  | %       | aantal | %      |
| inwoners                       | 2635   | 100    | 1280    | 48,6    | 1355   | 51,4   |
| bevolkingsdichtheid (inw./km²) | 28,5   | 28,5   | 13,8    | 13,8    | 14,6   | 14,6   |

In 2002 bedroeg het gemiddelde inkomen per inwoner 1288,18 zł.

## Administratieve plaatsen (sołectwo)
- Bandysie
- Brzozowy Kąt
- Cupel
- Cyk
- Czarnia
- Długie
- Michałowo
- Rutkowo
- Surowe

## Aangrenzende gemeenten
Baranowo, Chorzele, Myszyniec, Rozogi, Wielbark